# Cónclave de septiembre de 1276
La elección papal de septiembre de 1276 es la única elección papal que resultó ser la tercera en el mismo año. La elección fue también el primer no-cónclave, desde la creación del cónclave, después de la elección papal de 1268-1271.

## Colegio Cardenalicio
- João Pedro Julião, elegido papa Juan XXI.
- Bertrand de Saint-Martin O.S.B.
- Simone Paltineri
- Anchero Pantaléone
- Guillaume de Bray
- Riccardo Annibaldi, protodiácono.
- Giovanni Gaetano Orsini
- Giacomo Savelli
- Goffredo da Alatri
- Matteo Orsini Rosso
- Vicedomino de Vicedominis, fallecido el 6 de septiembre de 1276.
- Simon de Brion (ausente), legado apostólico en Francia.

## Elección de Juan XXI

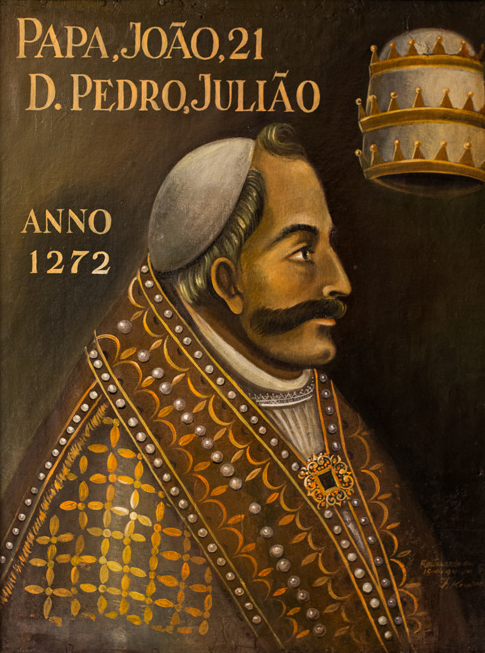
Papa Juan XXI, Galería de los Arzobispos de Braga

El papa Adriano V murió el 18 de agosto de 1276, en Viterbo, después de un pontificado de solo 38 días sin ser consagrado. El único acto de su pontificado fue la suspensión de la constitución Ubi periculum sobre el cónclave. 
Los cardenales se reunieron en Viterbo a la muerte de Adriano V, a excepción de Simon de Brion (legado apostólico en Francia) y el cardenal Vicedomino de Vicedominis (y quizás también Riccardo Annibaldi) que se encontraba en Roma debido a su enfermedad. El resto de los cardenales decidió esperar a su llegada. Vicedomino se unió a los electores a principios de septiembre, y los electores finalmente comenzó la elección. Sin embargo, el cardenal Vicedominis cayó gravemente enfermo, falleciendo el 6 de septiembre.
Los otros 10 (o 9) electores siguieron adelante. Se dividieron en dos partidos nacionales: francés e italiano, no teniendo ninguno de los dos un número suficiente de votos para elegir a su propio candidato. Siguiendo el consejo de Giovanni Gaetano Orsini los cardenales finalmente eligieron a un cardenal neutro que provenía de Portugal: Pedro Julião, obispo de Frascati. Las crónicas contemporáneas no están de acuerdo en la fecha de su elección: dándose el 8 y el 17 de septiembre. Aunque lo más probable es que haya sido el 15 de septiembre.
Debido a errores en la numeración de los papas llamados “Juan” en el catálogo de la época, el elegido tomó el nombre de Juan XXI, aunque no hubo nunca un Juan XX. Fue coronado solemnemente por su gran elector Orsini el 20 de septiembre.

## La leyenda sobre el “papa electo, Gregorio XI”

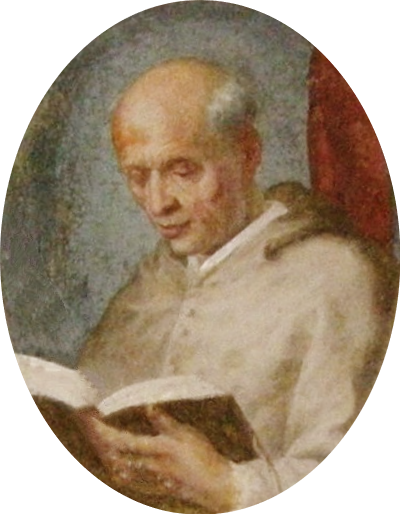
Cardenal Vicedominus de Vicedominis.

De acuerdo con un recuento posterior creado probablemente en los círculos eclesiásticos de Piacenza y popularizada por los historiadores franciscanos, el cardenal Vicedomino de Vicedominis, obispo de Palestrina y aparentemente decano del Colegio de Cardenales, fue elegido Papa el 5 de septiembre y tomó el nombre de Gregorio XI en honor de su tío Gregorio X, pero murió pocas horas después de su elección, antes de que pudiera ser proclamado.
Esta historia, aunque repetida por algunos autores notables (incluyendo a Lorenzo Cardella, Gaetano Moroni y más recientemente Francisco Burkle-Young) tiene varios puntos débiles. Los relatos de la época no dicen nada acerca de un “papa electo Gregorio XI”. Su elección no ha sido nunca registrada por alguna crónica, y también el papa Juan XXI en la bula en la que anunció su elección no hace referencia a este hecho. Por el contrario, se menciona explícitamente a Adriano V como su predecesor directo. La necrología medieval de la catedral de Piacenza registra solo: obiit Vicedominus quondam ep. Paenestrinus anno 1276…, sin ningún tipo de alusión a su elección al papado. También son falsos –o, por lo menos, dudosos– otros detalles de la historia: Vicedomino aparentemente fue elegido por influjo de su pariente, el cardenal-obispo de Sabina Giovanni Visconti, el cual no existía en ese momento. La suburbicaria de Sabina estaba ocupada por Bertrand de Saint-Martin, que está bien atestiguado en los documentos de la curia hasta 1277. También la afirmación de que Vicedomino fue decano del Colegio (el primero en orden de prioridad) parece ser inexacta, ya que en las bulas de Gregorio X, siempre es precedido por Pedro Julião.
Todos estos hechos indican, que la historia del “papa Electo, Gregorio XI” tiene nulas probabilidades de ser cierta. Tal vez esta es una alegoría de la candidatura de Vicedomino en elecciones posteriores.